# Хаванська Анастасія Леонідівна
Анастасія Леонідівна Хаванська (нар. 11 листопада 1989, Вітебськ, Білоруська РСР) — білоруська футболістка, півзахисниця. Виступала за збірну Білорусі.

## Життєпис
На початку кар'єри виступала за клуб «Університет» (Вітебськ). Потрапляла до списку 22-ох найкращих гравчинь Білорусі. Брала участь в матчах жіночої Ліги чемпіонів.
У 2011 році перейшла в російський клуб «Кубаночка» (Краснодар). Дебютний матч у чемпіонаті Росії зіграла 23 квітня 2011 року проти «Ізмайлово», відігравши перші 44 хвилини. Всього в першому сезоні в краснодарському клубі провела 14 матчів, але була здебільшого гравцем заміни. У сезоні 2012/13 років грала за «Дончанка» (Азов), де була основним гравцем й провела 18 матчів, відзначилася одним голом. Автором свого першого голу в чемпіонаті Росії стала 31 травня 2013 року в матчі проти «Ізмайлово», принесла своєму клубу перемогу 1:0. Восени 2013 року повернулася в «Кубаночку» й зіграла 13 матчів в осінньому сезоні, але знову не змогла закріпитися в стартовому складі клубу. Наступного сезону виступала за саранську «Мордовочку», де провела 8 матчів.
Після розформування «Мордовочки» в 2015 році на час повернулася в Білорусь й провела сезон у клубі «Надія-Дніпро» (Могильов), зіграла 12 матчів та відзначилася 1 голом.
У 2016 році знову виступала в російській «Дончанці» (Азов) і з цим клубом стала переможницею першого дивізіону Росії. У 2017 році перейшла в клуб «Зірка-2005» (Перм) і за підсумками сезону стала чемпіонкою Росії, проте зіграла у вище вказаному сезоні лише 2 неповних матчі. Всього за кар'єру в чемпіонатах Росії у вищій лізі провела 55 матчів та відзначилася 1 голом.
Про подальші виступи відомостей немає. На початку 2019 року побувала на перегляді в клубі «Рязань-ВДВ», але команді не підійшла.
Виступала за національну збірну Білорусії. У відбіркових матчах чемпіонатів світу та Європи зіграла щонайменше 15 матчів у 2010-2014 роках.